# Terminalia flavicans
Terminalia flavicans är en tvåhjärtbladig växtart som beskrevs av Louis René Tulasne. Terminalia flavicans ingår i släktet Terminalia och familjen Combretaceae. Inga underarter finns listade i Catalogue of Life.